# Michele Sodano
Michele Sodano (Agrigento, 27 giugno 1989) è un politico italiano.

## Biografia
Consegue la laurea triennale in Economia Aziendale e Management presso l'Università Bocconi di Milano nel 2012, e, nel 2015, il Master of Science in Management of Creative Business Processes alla Copenhagen Business School.
Ha lavorato come Finance Assistant per le Nazioni Unite, United Nations Development Programme, nella sede di Copenaghen e, in seguito, come Project Manager per l'azienda di pubblicità americana del gruppo WPP, Wunderman.

### Elezione a deputato
Nel 2017 ritorna dalla Danimarca, dove ha vissuto dal 2013, e si candida alle elezioni politiche del 2018 nelle quali viene eletto alla Camera dei Deputati nel collegio uninominale di Agrigento, con il Movimento 5 Stelle, conquistato con la maggioranza assoluta dei suffragi, dopo essere giunto 15º alle primarie (parlamentarie).

### Attività parlamentare
È stato componente della Commissione Temporanea Speciale per l'Esame degli atti di Governo fino alla formazione del Governo Conte, dal 21 giugno 2018 è commissario della V Commissione Bilancio, Tesoro e Programmazione e dal 4 ottobre 2018 è membro della Commissione Parlamentare presso l'Assemblea Parlamentare della Nato.
È relatore di maggioranza della Legge di Bilancio 2020 alla Camera dei Deputati per il Movimento 5 Stelle.
È uno dei promotori, insieme a Riccardo Magi, di diverse proposte per la legalizzazione della cannabis in Italia. A dicembre 2020 deposita alla Camera dei Deputati la proposta di legge denominata "Manifesto Collettivo", che prevederebbe auto-coltivazione, commercializzazione e consumo delle cannabis, ipotizzando un nuovo gettito fiscale nazionale per un valore totale di 10 miliardi di euro all'anno.
Il 19 febbraio 2021 a seguito della sua astensione sul voto di fiducia al Governo Draghi viene espulso dal gruppo del M5S, insieme ad altri venti deputati che avevano votato contro o si erano astenuti.

### Attività successive
Terminata l’esperienza parlamentare aderisce all'Associazione Schierarsi di Alessandro Di Battista per promuovere la raccolta firma per il riconoscimento dello Stato di Palestina. 
Nel 2025 aderisce al partito Controcorrente - Lottare x Restare, fondato dal deputato dell'Assemblea Regionale Siciliana Ismaele La Vardera.

## Curiosità
Nel 2009, durante gli studi universitari, ha partecipato alla terza edizione di X Factor con il gruppo vocale Spencer Wi-fi, non superando però lo scontro in diretta sul palco del programma. È polistrumentista e collezionista di vinili.